# Peüc

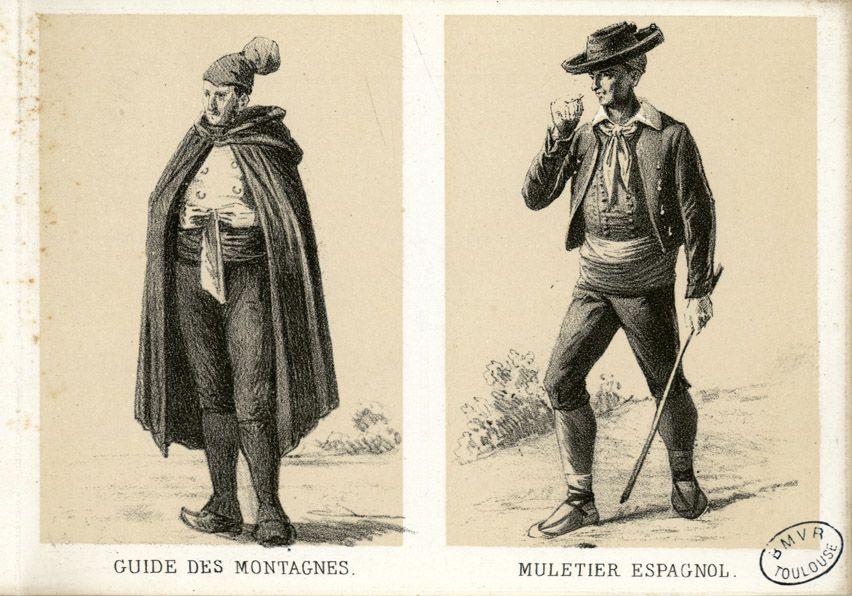
A la dreta: Pagés del Pirineu amb espardenyes i peücs

Un peüc (o normalment en la forma plural, peücs), és el nom que rep un tipus de mitjó curt fet de llana o de punt, utilitzat per la gent, com a peça d'abrigar per a no tenir fred als peus al llit o dintre casa. D'antuvi a Catalunya, els camperols solien portar els peücs per sobre dels mitjons quan anaven calçats amb esclops o amb espardenyes

## Etimologia
La paraula vé del llatí *pedūcu. Hi ha moltes referències en obres a partir de l'edat mitjana.

## Documents
- 1472. Dietaris de la Generalitat: El rei Joan II tenia assetjada Perelada i el seu campament fou atacat pel comte de Campobasso. El rei hagué de fugir en camisa i peücs vermells.[4][5]

- 1460. Tirant lo blanc: "Tirant e lo Conestable calsauen peuchs de lana perque no fessen remor al passejar, Tirant, c. 147.T"[3]

## Peücs de nadó

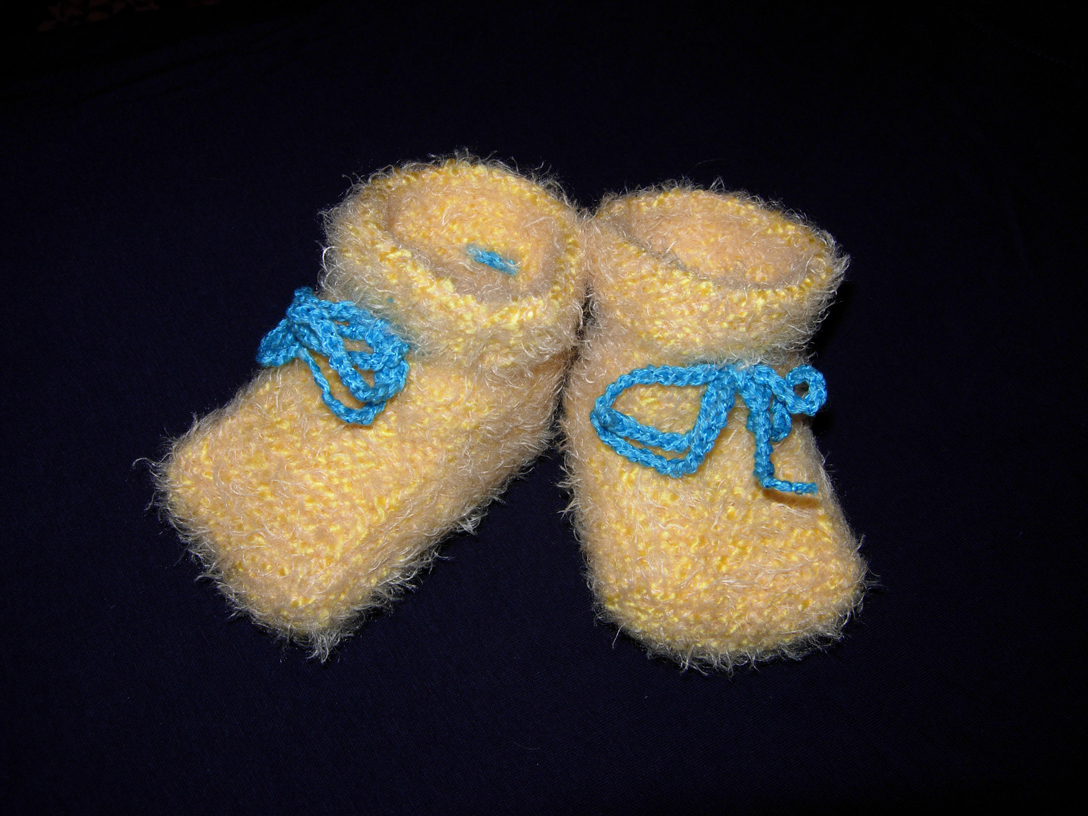
Peücs de nadó

Actualment, també s'usa el terme per a un tipus de calçat sense sola per als nounats, en forma de boteta, que es teixia a mà en punt de ganxet o de punt de mitja i formava part de l'aixovar reunida durant el període de l'embaràs.
El fet que no apareguin referències literàries, -amb el significat de "botetes de nadó"- anteriors a la segona meitat al segle xix, fan suposar que aquest ús, del terme peüc, sigui relativament recent. Més enllà de l'anàlisi lingüística i ja en el pla etnogràfic-històric, la pròpia indumentària dels nounats, totalment faixats durant els primers mesos, fan poc probable pensar en l'existència d'aquesta peça de calçat infantil abans de l'esmentat període (mitjans del segle xix), quan la vestimenta dels nadons desenvolupa una varietat reforçada per diversos canvis tecnològics i socials.

## Altres usos
Aquest terme s'empra així mateix per al calçat antisèptic d'un sol ús usat en els equips quirúrgics i en els controls de seguretat en aeroports. Per extensió pot emprar-se per denominar calçat dels animals de companyia i, en el context esportiu, com a mitjó especial de ciclisme.